# Reza Chorrami
Reza Chorrami (pers. رضا خرمی; ur. 5 stycznia 1946 w Teheranie) – irański zapaśnik walczący w stylu wolnym. Olimpijczyk w Monachium 1972, gdzie zajął piąte miejsce w kategorii 90 kg.
Wicemistrz igrzysk azjatyckich w 1974 roku. Jego brat Mohammad również zdobył medal na tych zawodach.